# La casa del diable
La casa del diable (títol original: The House where Evil Dwells) és una pel·lícula estatunidenca de terror de 1982. Aquest film va ser dirigit per Kevin Connor i protagonitzat  per Edward Albert, Susan George i Doug McClure. Ha estat doblada al català.

## Argument
Fa segles, un samurai va assassinar la seva dona i l'amant d'aquesta abans de suïcidar-se fent-se el harakiri. En l'època actual, una parella americana adquireix la casa a Kyoto del samurai assassí i les seves ments no triguen a caure sota la influència dels espectres dels morts. Després de l'arribada d'un amic del matrimoni, es repeteix la tragèdia de llavors, sense que aconsegueixi impedir-ho un monjo budista

## Repartiment
- Edward Albert: Ted Fletcher
- Susan George: Laura Fletcher
- Doug McClure: Alex Curtis
- Amy Barrett: Amy Fletcher
- Mako Hattori: Otami
- Tsuiyuki Sasaki: Shigero
- Toshiya Maruyama: Masanori
- Tsuyako Olajima: Majyo Witch
- Henry Mitowa: a Zen Monk
- Mayumi Umeda: Noriko, la mainadera
- Shuren Sakurai: Noh Mask Maker
- Hiroko Takano: Wakako
- Shôji Ohara: l'ajudant de Mask Maker
- Jirô Shirai: Tadashi
- Kazuo Yoshida: l'editor
- Kunihiko Shinjo: lajudant de l'editor
- Gentaro Mori: Yoshio
- Tomoko Shimizu: Aiko
- Misao Arai: Hayashi
- Chiyoko Hardiman: a Mama-San
- Hideo Shimedo: el policia